# Gullegem Koerse 1982
De 34e editie van de Belgische wielerwedstrijd Gullegem Koerse werd verreden op 8 juni 1982. De start en finish vonden plaats in Gullegem. De winnaar was Alain Desaever, gevolgd door Ludo Schurgers en Eddy Van Hoof.

## Uitslag
| Gullegem Koerse 1982 |                      |                                      |      |
| Plaats               | Naam                 | Ploeg                                | Tijd |
| Winnaar              | Alain Desaever       | Safir-Marc-Concorde                  |      |
| 2                    | Ludo Schurgers       | Masta-Puch                           |      |
| 3                    | Eddy Van Hoof        | Safir-Marc-Concorde                  |      |
| 4                    | Ronny Vanmarcke      | Mauri Keukens                        |      |
| 5                    | Leo Wellens          | Fangio-Assos-OM Iveco                |      |
| 6                    | Ludo Frijns          | Boule d'Or-Sunair-Colnago-Campagnolo |      |
| 7                    | Philip Vandeginste   | Vermeer Thijs-Gios                   |      |
| 8                    | Benny Van Der Auwera | Masta-Puch                           |      |
| 9                    | Johnny De Nul        | Masta-Puch                           |      |
| 10                   | Jean-Marie Wampers   | GIS Gelato-Olmo                      |      |

1942 · 1943 · 1944 · 1945 · 1946 · 1947 · 1948 · 1949 · 1950 · 1951 · 1952 · 1953 · 1954 · 1955 · 1956 · 1957 · 1958 · 1959 · 1960 · 1961 · 1962 · 1963 · 1964 · 1965 · 1966 · 1967 · 1968 · 1969 · 1970 · 1971 · 1972 · 1973 · 1974 · 1975 · 1976 · 1977 · 1978 · 1979 · 1980 · 1981 · 1982 · 1983 · 1984 · 1985 · 1986 · 1987 · 1988 · 1989 · 1990 · 1991 · 1992 · 1993 · 1994 · 1995 · 1996 · 1997 · 1998 · 1999 · 2000 · 2001 · 2002 · 2003 · 2004 · 2005 · 2006 · 2007 · 2008 · 2009 · 2010 · 2011 · 2012 · 2013 · 2014 · 2015 · 2016 · 2017 · 2018 · 2019 · 2020 · 2021 · 2022 · 2023 · 2024